# Wielki Meczet w Algierze
Wielki Meczet w Algierze (arab. al-dżami al-kabir) – wybudowany w 1097 roku w Algierze, obecnej stolicy Algierii.
Należy do nielicznych przykładów architektury almorawidzkiej. Został wzniesiony za panowania sułtana Jusufa ibn Taszfina. Jego minaret datuje się na rok 1324, a jego budowę przypisuje się sułtanowi Tilimsanu. Galerię w zewnętrznej części meczetu wybudowano w 1840, już w czasach kolonialnych, w następstwie wytyczenia przez Francuzów ulicy przylegającej do meczetu. Obecnie ulica nosi nazwę Rue de la Marine.